# Опушване
Опушването е вид топлинна обработка на хранителни продукти, вследствие на което се получава овкусяване и консервиране на продуктите.
Продуктите, подложени на опушване, стават по-трайни, поради антибактериалното действие на веществата, съдържащи се в дима, и частичното намаляване на водното съдържание в продуктите, благодарение на което трайността на съхранение многократно се увеличива.
Опушването бива както студено, така и топло.
Преди опушване, много от продуктите се мариноват.